# Słowacki Raj

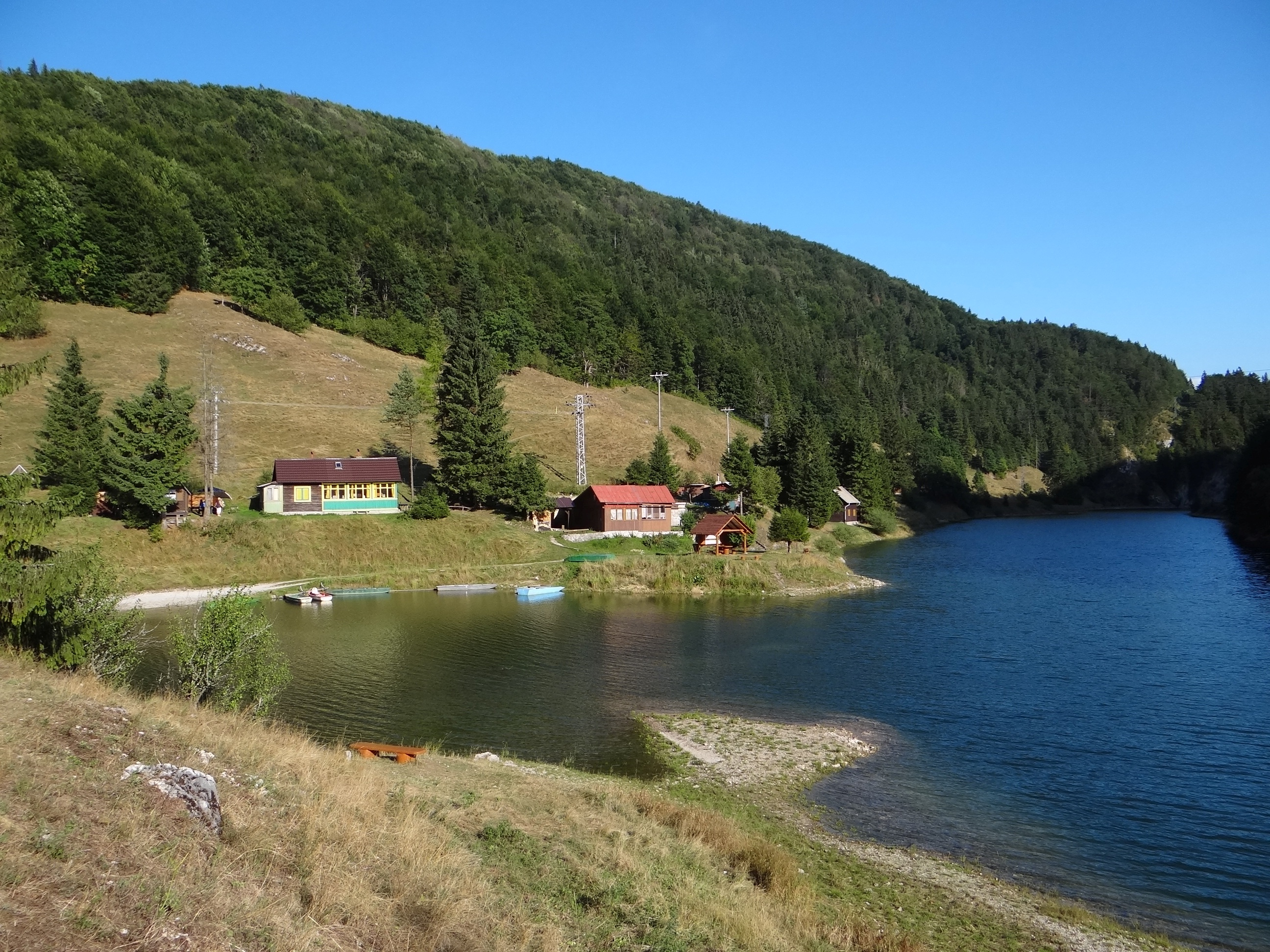
Stratenská píla

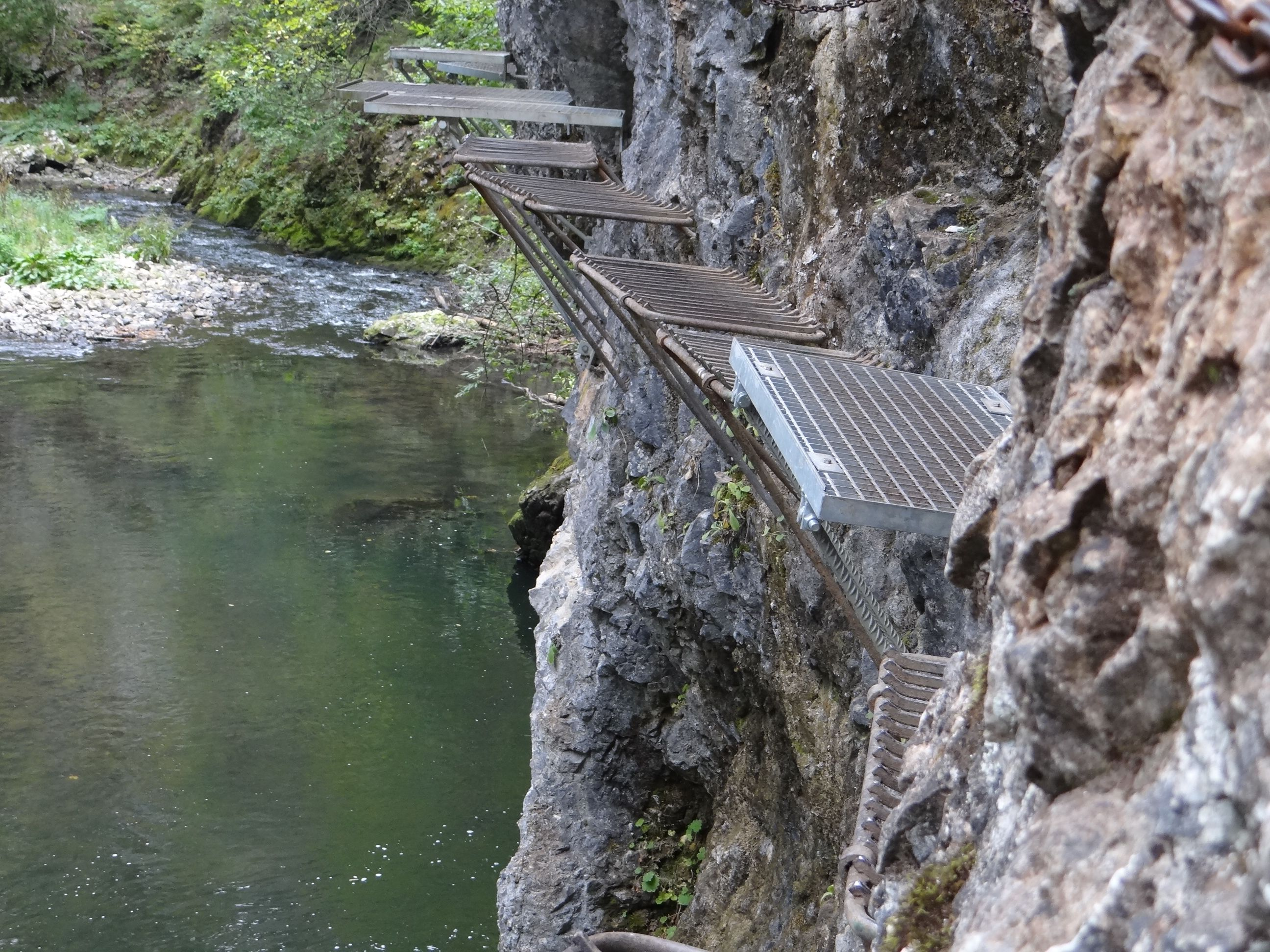
Szlak turystyczny Przełomem Hornadu

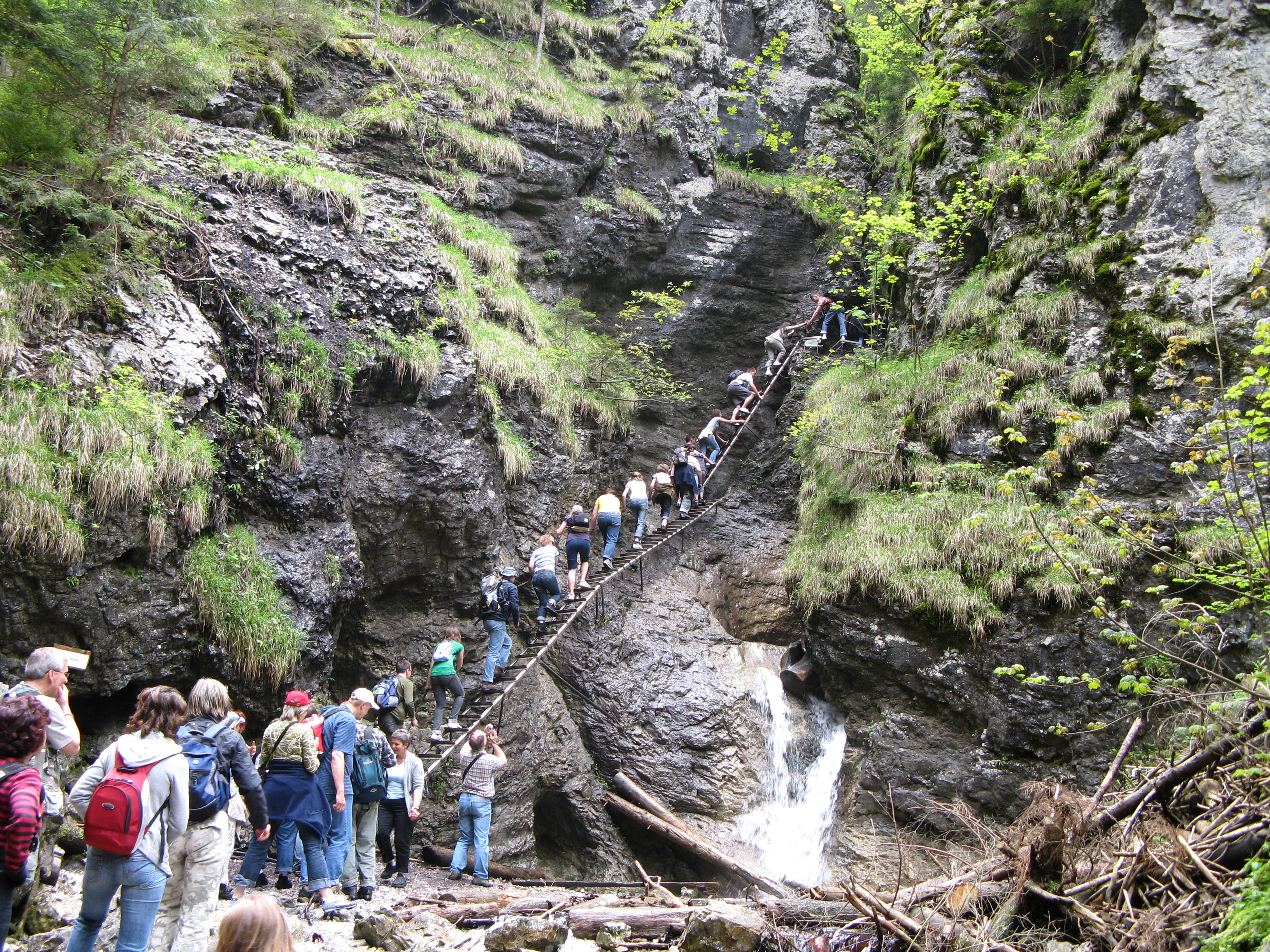
Przejście przez Misové vodopády w wąwozie Suchá Belá

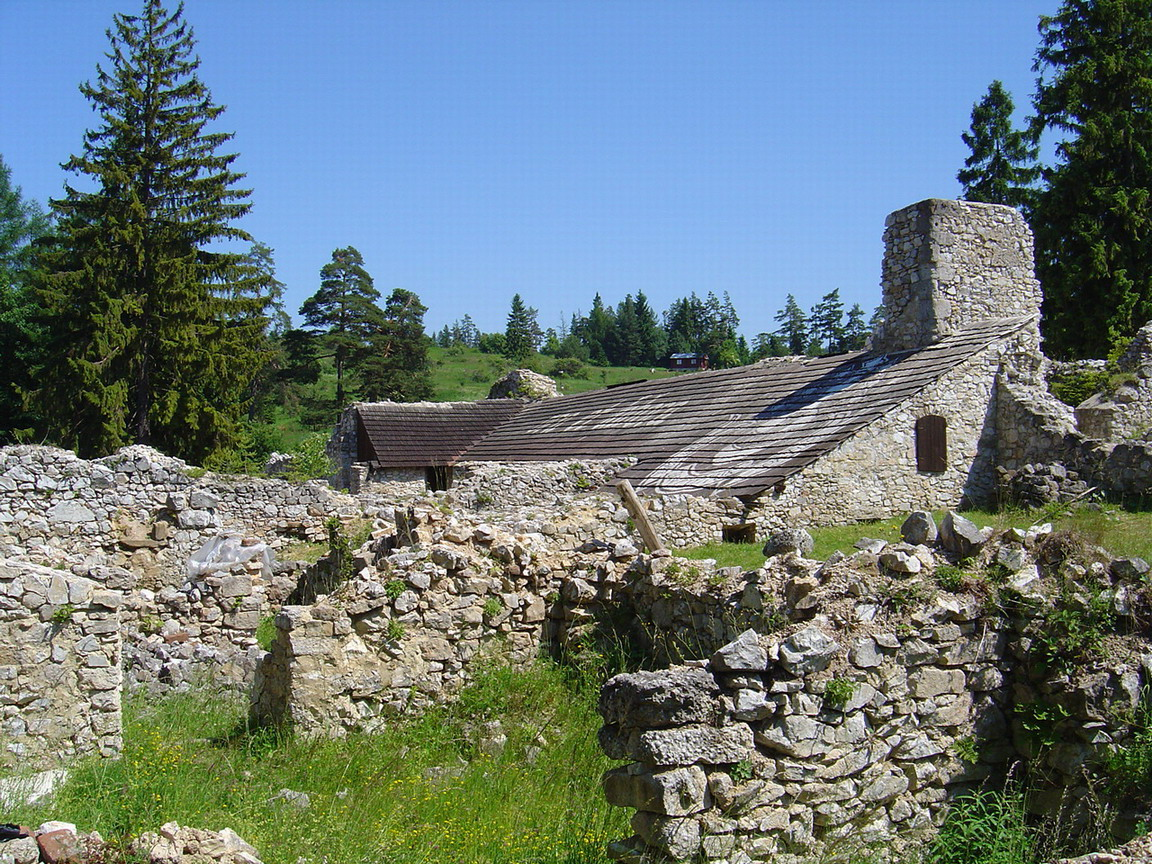
Pozostałości klasztoru kartuzów z XIII wieku na Klasztorzysku

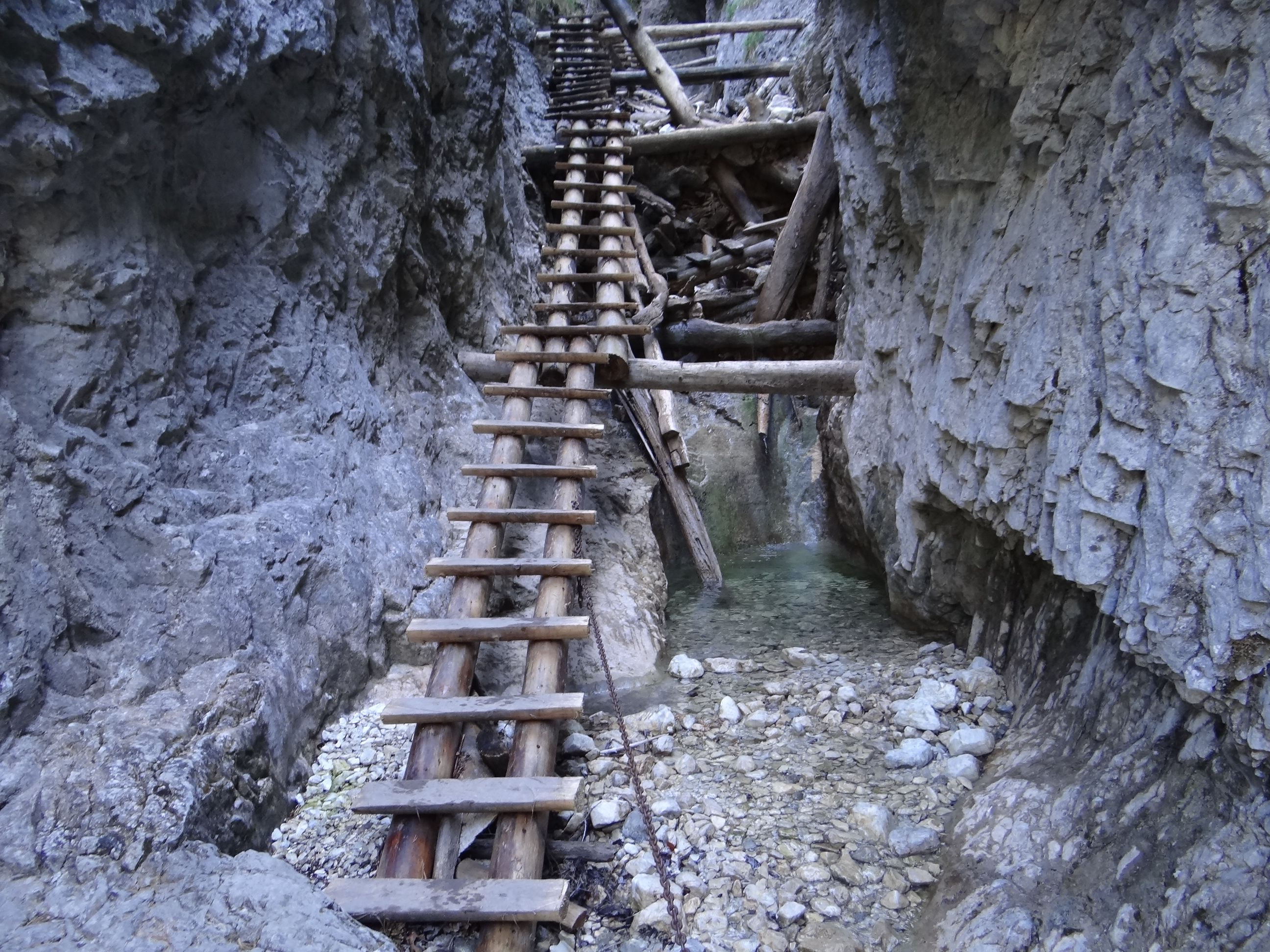
Drewniane kładki w wąwozie Piecky

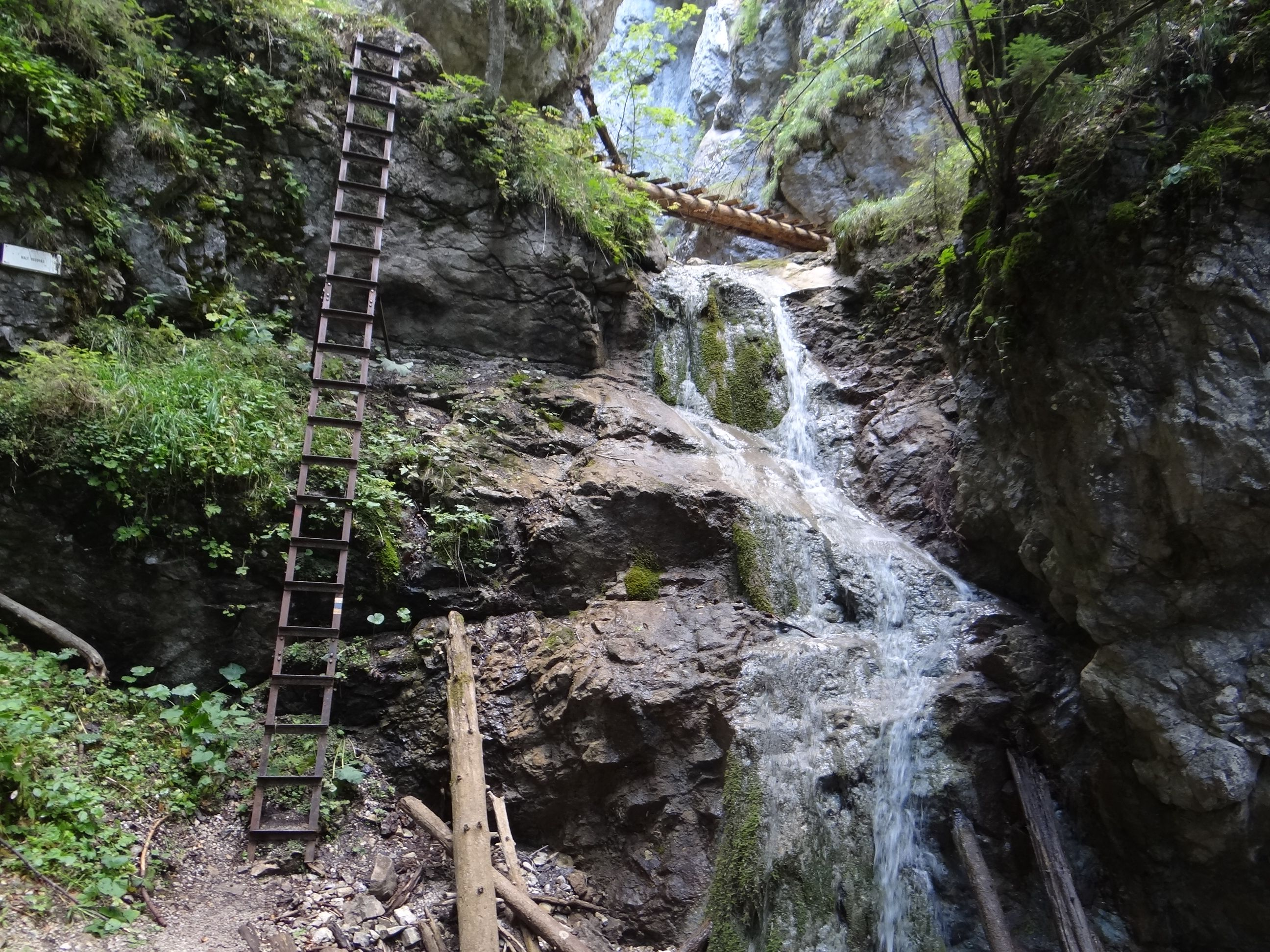
Wodospad w wąwozie Malý Kyseľ

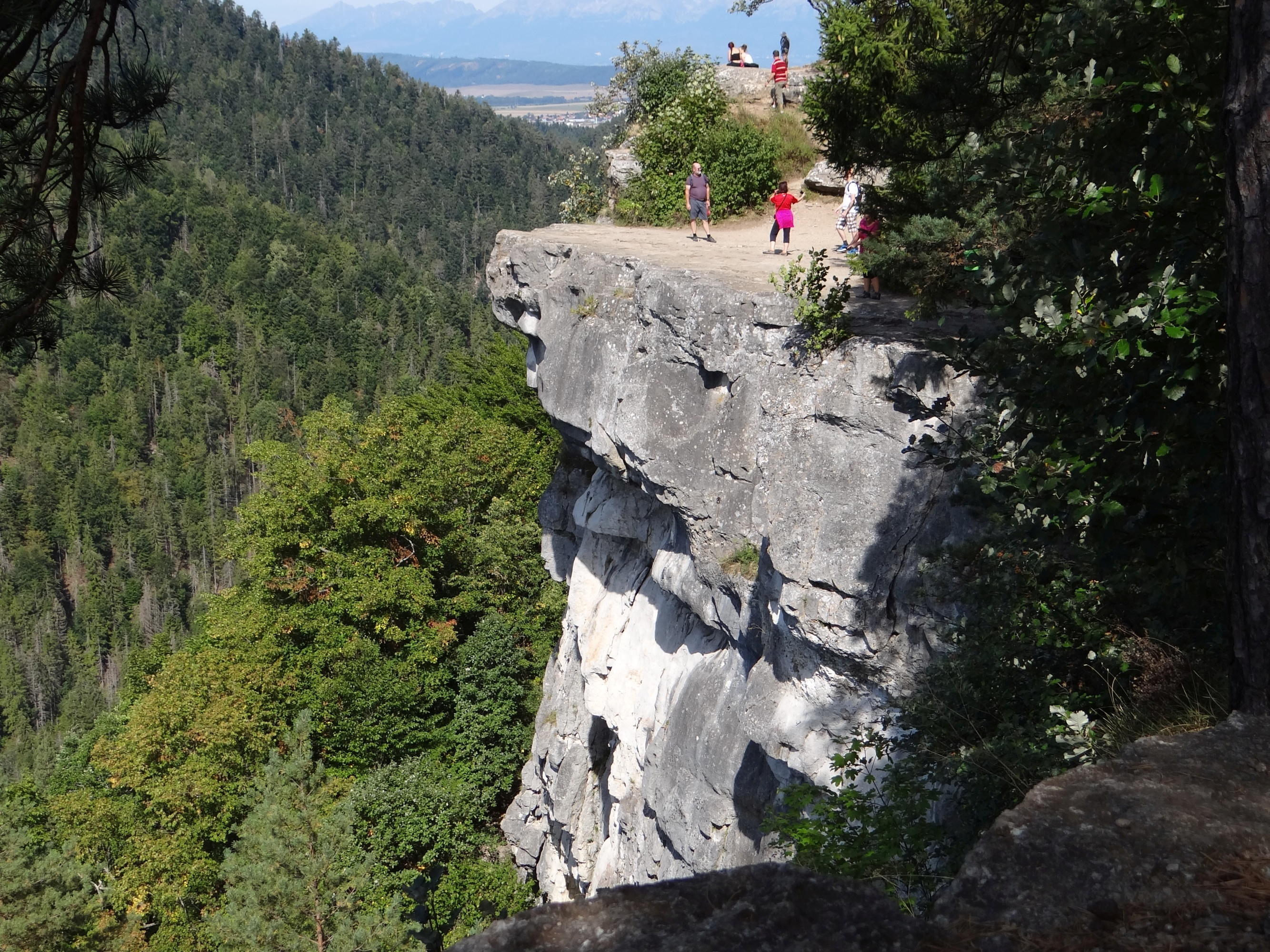
Tomášovský výhľad

Słowacki Raj (515.27, słow. Slovenský raj) – w regionalizacji dziesiętnej według Jerzego Kondrackiego jest to część Łańcucha Słowackich Rudaw (słow.  Slovenské rudohorie) w Wewnętrznych Karpatach Zachodnich. Położona jest na terenie powiatów popradzkiego, spiskonowowiejskiego i rożniawskiego.
W regionalizacji Jerzego Kondrackiego region ten ma nazwę Góry Straceńskie. Nazwa ta jednak nie przyjęła się. Słowacy używają nazwy Slovenský raj. Jej autorem był pionier turystyki w tej grupie górskiej, Béla Hajts. W druku nowa nazwa zadebiutowała w pierwszym roczniku czasopisma „Krásy Slovenska” (nr 2-3 z r. 1921), w artykule, którego autorem był Gustáv Nedobrý. Do dziś jest używana również w polskich opracowaniach.

## Geomorfologia
Jest to krasowy płaskowyż o średniej wysokości od 800 do 1000 m. Zbudowany jest głównie z mezozoicznych wapieni i dolomitów. Razem z Płaskowyżem Murańskim (słow. Muránska planina) stanowi część geomorficznego rejonu, zwanego Krasem Spisko-Gemerskim.
Pierwotnie jednolity płaskowyż o dość płaskiej powierzchni, wypiętrzony na wysokość co najmniej 1300 m nad dzisiejszym poziomem morza, z biegiem kolejnych okresów geologicznych został poprzecinany licznymi dolinami, będącymi wynikiem erozyjnej działalności płynących nimi potoków. Charakterystyczne jest duże zróżnicowanie profilu podłużnego tych dolin. Ich górne odcinki są zwykle płytkie. W środkowych i dolnych częściach doliny te przyjmują formę wąskich, krętych wąwozów o wysokich, prawie pionowych ścianach, zwanych po słowacku roklinami, w których potoki (niektóre okresowe) utworzyły liczne progi skalne, wodospady i marmity. Najniższe odcinki dolin są znów wyrównane, z małym spadkiem. Różnice poziomów pomiędzy górnymi a dolnymi wylotami tych wąwozów wynoszą od 180 do 470 m. Najbardziej znane rokliny Słowackiego Raju to Veľký Kyseľ, Malý Kyseľ, Veľký Sokol, Malý Sokol, Kláštorská roklina, Stratenský kaňon, Kamenné vráta, Piecky, Suchá Belá i Zejmarská roklina.
Wymienione doliny rozdzielają główny zrąb masywu Słowackiego Raju na szereg mniejszych płaskowyżów, zwanych planinami, wśród których wyróżniają się płaskowyże: Glac (ok. 1000 m n.p.m., w północnej części masywu), Geravy (ok. 1060 m, w części południowej), Pelc czy Skala. Obok nich występują pozostałości mniejszych, silnie już destruowanych planin, jak Matka Božia, Lipovec, Havrania skala i Duča.
Szczególne miejsce zajmują głębokie kaniony przełomowych odcinków dwóch głównych rzek tego obszaru: Hornadu i Hnilca, które odwadniają całość Słowackiego Raju. Ograniczają one odpowiednio od północy i południa główny zrąb masywu.
Najwyższe wzniesienia to: Veľká Knola (1266 m) oraz Havrania skala (1157 m). Najniższym punktem jest poziom Hornádu w miejscu, gdzie opuszcza on Słowacki Raj – 466 m.

## Klimat
Warunki klimatyczne są charakterystyczne dla podnóża Tatr. Najcieplejszym miesiącem jest lipiec ze średnią temperaturą 16–17 °C, najzimniejszym – styczeń z temperaturami −5, −6 °C.
Największe opady występują w czerwcu, najmniejsze w styczniu. Ze względu na opisane ukształtowanie terenu występuje tu zjawisko inwersji temperatur: w głębokich, zacienionych wąwozach u podnóży masywu panują temperatury niższe, niż na wzniesieniach na jego wierzchowinie.

## Przyroda
Około 90% powierzchni jest porośnięte poprzez lasy jodłowo-bukowe, w których występuje roślinność alpejska i polodowcowa, jak sasanka słowacka – łac. Pulsatilla slavica oraz inne liczne rośliny endemiczne.
Żyje tu szereg rzadkich gatunków zwierząt, takich jak: kozica (Rupicapra rupicapra), ryś (Lynx lynx), wilk szary (Canis lupus), kuna leśna (Martes martes). Ponadto masyw jest siedliskiem orła przedniego (Aquila chrysaëtos), jastrzębia gołębiarza (Accipiter gentilis), myszołowa zwyczajnego (Buteo buteo) oraz sokoła wędrownego (Falco peregrinus). Występuje tu też salamandra plamista – (Salamandra salamandra).
Od 1964 r. znaczną część Słowackiego Raju objęto ochroną jako Obszar Chronionego Krajobrazu Słowacki Raj (słow. Chránená krajinná oblasť Slovenský raj). W 1988 r. podniesiono rangę ochrony, tworząc Park Narodowy Słowacki Raj (słow. Národný park Slovenský raj).

## Turystyka
Na terenie Słowackiego Raju istnieją liczne znakowane szlaki turystyczne piesze i rowerowe. Dla turystów pieszych wyznakowano ponad 300 km szlaków. Rowerzyści mogą korzystać z ok. 150 km tras we wnętrzu masywu i w jego otoczeniu.
Najbardziej atrakcyjne trasy piesze biegną dnem wspomnianych roklin, w których najtrudniejsze odcinki pokonuje się za pomocą sztucznych ułatwień w postaci metalowych lub drewnianych kładek, mostków i drabin (o wysokości do kilkunastu metrów). Jedyną w swoim rodzaju atrakcję stanowi trasa biegnąca przełomem Hornadu, w którym najwęższe odcinki pokonuje się ciągiem metalowych półeczek, umocowanych w litej, pionowej skale kilka metrów ponad nurtem rzeki.
W południowej części Słowackiego Raju znajduje się polana Kláštorisko (790 m n.p.m.) z ruinami klasztoru kartuzów z końca XIII wieku oraz schroniskiem turystycznym. Przy schronisku węzeł szlaków turystycznych. Przed wiekami polana stanowiła schronienie dla okolicznej ludności uciekającej przed tatarskimi ordami. Z miejscowości Dedinky (795 m n.p.m.) na płaskowyż Geravy (1020 m n.p.m., w północnej części Słowackiego Raju) wiedzie krzesełkowa kolej linowa.
W sąsiedztwie Słowackiego raju narodowego położonych jest kilka miejscowości z interesującymi zabytkami oraz centra turystyczne (m.in. Nowa Wieś Spiska, Hrabušice), z których można organizować całodzienne wyprawy do dalszych okolic z możliwością noclegu.

## Inne informacje
- Wąwozy w Słowackim Raju mają długość od 0,8 do 4,5 km.
- Najdłuższym wąwozem jest Przełom Hornadu o długości 11,7 km.
- Najwyższym wodospadem jest Wodospad Zawojowy w Dolinie Sokolej – 75 m.
- Długość Jaskini Stratenskiej przekracza 20 km.
- W cieśniawie Kyseľ pod Klaštoriskiem w lipcu 1976 roku miał miejsce potężny pożar. Jego skutki są odczuwalne do dzisiaj, gdyż brak drzew na zboczach powoduje silną erozję. Ta z kolei utrudnia sukcesję roślinności. Od czasu pożaru najpiękniejszy kanion Słowackiego Raju z 60-metrowym Wielkim Wodospadem jest zamknięty dla turystów. Z turystycznego punktu widzenia historia odkrywania wąwozu jest bardzo ciekawa. Chociaż Kyseľ był położony najbliżej ówczesnego centrum turystycznego, miejscowości Nowa Wieś Spiska, minęło wiele lat zanim pionierzy turystyki dokonali całościowego przejścia wąwozu. 27 czerwca 1900 odbyła się pierwsza wyprawa, ale cały wąwóz udało się przejść dopiero 27 sierpnia 1907 Kazimierzowi Kozłowskiemu wraz z przyjaciółmi. W 1925 pracownicy wydziału transportu kolejowego ze Spiskiej Nowej Wsi zamontowali pierwsze metalowe mostki i drabinki. W 1975 członkowie Horskej služby udostępnili omijany do tej pory odcinek nad Olbrzymim Wodospadem. W dniach 16 i 17 lipca 1976 przy ujściu wąwozu do Białego Potoku szalał pożar, który stopniowo ogarnął całą lewą stronę wąwozu Kyseľ. Spaleniu uległo 30 ha lasu. Z powodu dużego niebezpieczeństwa spadania skał i opalonych drzew przejście wąwozem zamknięto aż do odwołania. Zdemontowano drabinki, a do zwiedzania jest dostępna tylko zastępcza trasa, prowadząca przez tereny nieobjęte pożarem – Malý i Veľký Kyseľ. Pomimo zniszczeń spowodowanych pożarem jest to przepiękny zakątek Słowackiego Raju, otoczony wysokimi, pionowymi lub nawet przewieszonymi skałami, tworzącymi kanion z czterema wodospadami. Od 2016 wąwóz udostępniono dla turystów jako via ferratę[7].